# Haju
Haju ali Haj je na Kamnu iz Palerma omenjen kot preddinastični egipčanski  faraon (kralj)  Spodnjega Egipta. Ker zanj ni nobenega drugega dokaza, bi lahko bil mitološki kralj, ki se je ohranil v ljudskem izročilu,  ali je celo popolnoma izmišljen.